# 107
107 (сто и седма) година по юлианския календар е невисокосна година, започваща в петък. Това е 107-а година от новата ера, 107-а година от първото хилядолетие, 7-а година от 2 век, 7-а година от 1-вото десетилетие на 2 век, 8-а година от 100-те години. В Рим е наричана Година на консулството на Сура и Сенецио (или по-рядко – 860 Ab urbe condita, „860-а година от основаването на града“).

## Събития
- Консули в Рим са Луций Лициний Сура и Квинт Созий Сенецио.